# Praça Coronel Paulino Carlos
A Praça Coronel Paulino Carlos, chamada anteriormente de Jardim Público, é um espaço público, caracterizado como jardim ou como um pequeno parque, com aproximadamente 10 mil metros quadrados, localizado na região central da cidade de São Carlos. 
No passado, foi chamada também de "Largo da Matriz", "Largo da Sé" e "Praça da Matriz",  denominação que abrangia a atual Praça Paulino Botelho e a Dom José Marcondes Homem de Mello (Praça da Catedral).

## Localização
Localiza-se no quadrilátero formado pela avenida São Carlos, ruas Conde do Pinhal, Treze de Maio e Dona Alexandrina. Posiciona-se à frente à Catedral de São Carlos, ao lado do antigo Paço Municipal, do Fórum criminal da comarca (inaugurado em 1952, do Instituto Adolfo Lutz e de palacetes de antigos barões do café. No jardim, encontra-se uma fonte luminosa, um chafariz antigo e Posto de Informação Turística (PIT) Anita Garibaldi.

## História
Originalmente, a praça foi jardim[carece de fontes?] da casa do Conde do Pinhal (o Palacete Conde do Pinhal), sendo transformada em jardim público em 1895. Projetado pelo engenheiro Cristóvão Caramuru, o Jardim Público contava com um coreto (construído pelo empreiteiro Attilio Picchi) e jardins com árvores nativas e exóticas (elaborados pelo jardineiro napolitano Thomaso Sepe).
A praça passou por grandes transformações durante o século XX, refletindo a urbanização do município. Ainda no final do século XIX, a praça foi cercada por um gradil, feito pela oficina Leonardo Botelho & Companhia. Em 1917, houve uma proposta de retirada do gradil, porém não foi aprovada. Entretanto, em meados do século XX, o gradil foi de fato retirado e transferido para o câmpus da USP, na avenida Dr. Carlos Botelho, que data de 1956. O antigo portão, provavelmente, foi transferido para o Cemitério Nossa Senhora do Carmo.
Em 1900 foi construído um chafariz em mármore, além de um quiosque em alvenaria. Em 1908, recebeu seu atual nome (Praça Coronel Paulino Carlos), em homenagem ao político são-carlense da família Botelho. Nos anos 1930, o antigo coreto foi demolido, dando lugar a uma fonte luminosa. Em 1910, foi fixada, no quiosque, uma lápide em homenagem a Anita e Giuseppe Garibaldi. Em 1955, foi instalada a placa em homenagem à visita dos reis da Bélgica ocorrida em 1920. Em 1957, foram instalados o obelisco do centenário da cidade e a estátua do Conde do Pinhal. Enfim, há também o busto de Bento Carlos de Arruda Botelho (datado de 1968), e o pedestal do antigo busto de João Seppe (de meados do século XX).
Na praça estão enterradas as cinzas de dois poetas da cidade, Cecília e Clóvis Pacheco, num monumento dos anos 1990.
A praça for revitalizada em dezembro de 2005, durante a gestão do prefeito Newton Lima Neto, com a recuperação do chafariz, das esculturas, reforma do quiosque e nova iluminação. O chafariz original, em mármore, foi transferido para a fundação Pró-Memória, e uma réplica erigida sob a orientação do especialista mineiro Rinaldo Urzedo, que tem em seu currículo o restauro do medalhão central do frontispício da Igreja de Nossa Senhora do Carmo e a cantaria do antigo Palácio dos Bispos, ambos em Mariana, e o chafariz do Largo do Pilar em Ouro Preto. A restauração foi baseada em pesquisas, fotos antigas e relatos de moradores são-carlenses de várias idades.
Na gestão de 2013 a 2016, o chafariz recebeu pintura indevidas, que foram removidas no início de 2017. Entretanto, em setembro do mesmo ano, o chafariz foi destruído por vândalos – meses antes, outro monumento da cidade fora depredado, o busto de Jesuíno de Arruda, na Vila Prado.
Em 2018, o pavimento das vagas de estacionamento ao redor da praça, que era em paralelepípedos de pedra, foi substituído por asfalto.

## Galeria

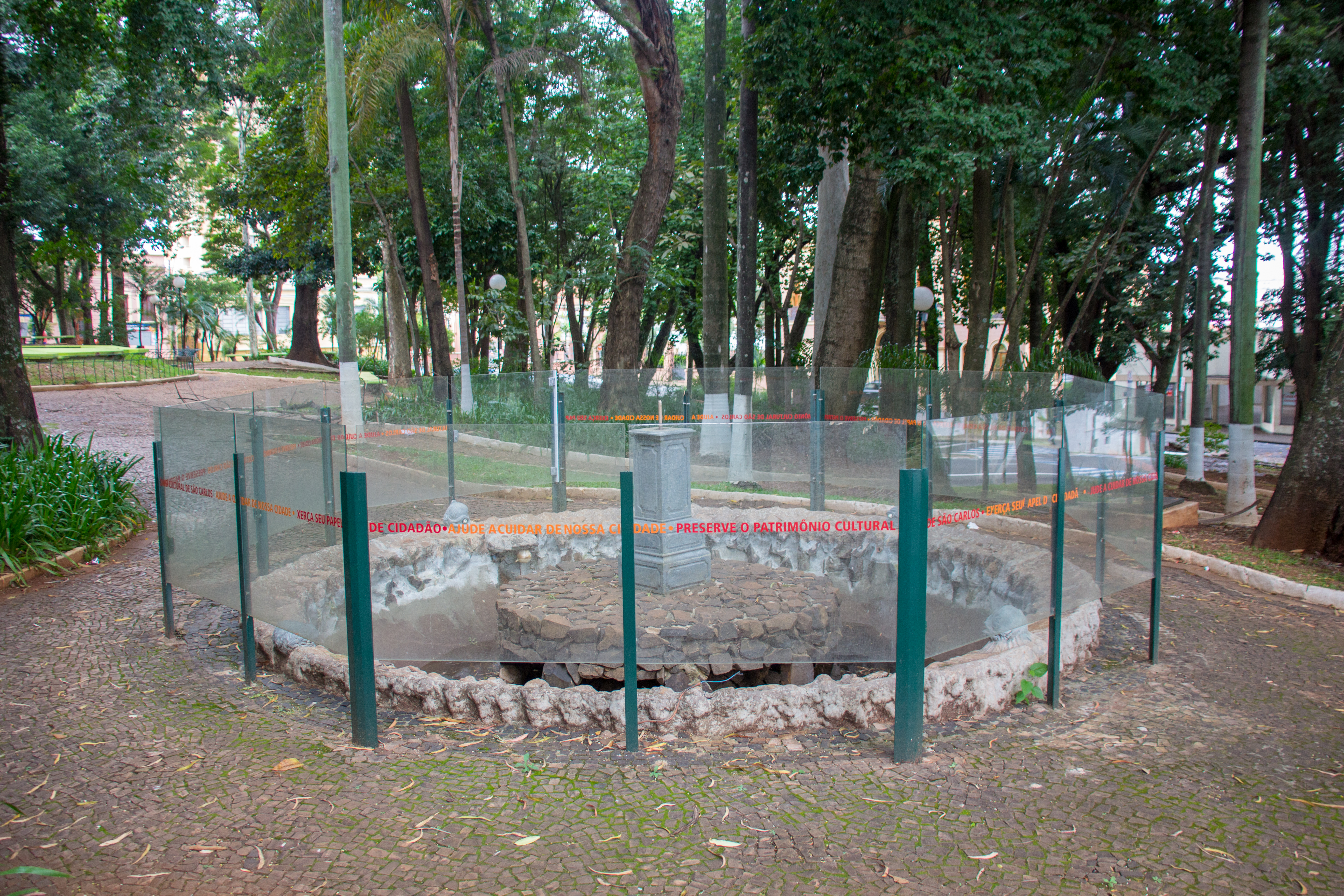
Chafariz antigo (1900), após ser quebrado
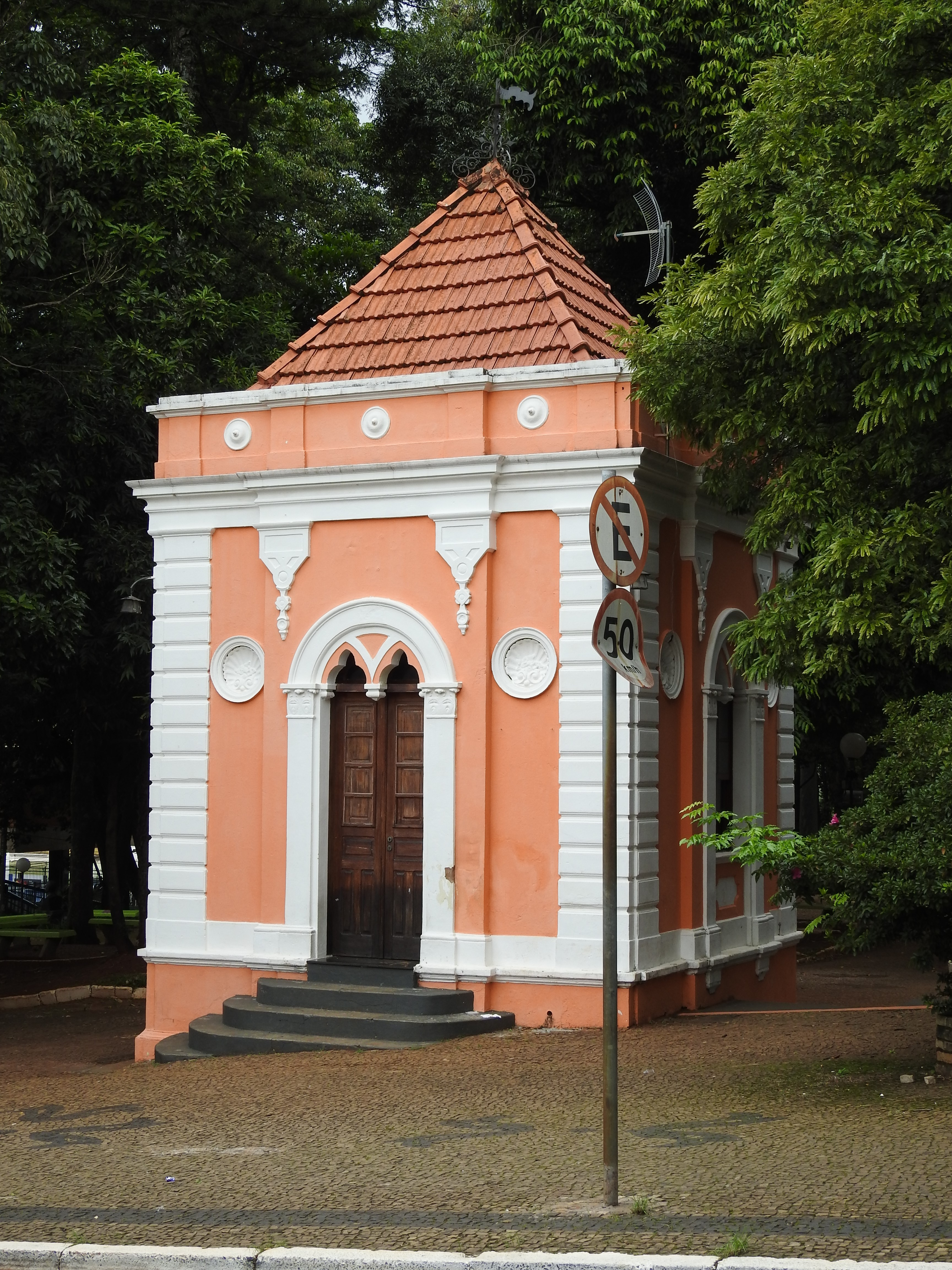
Quiosque (1900)
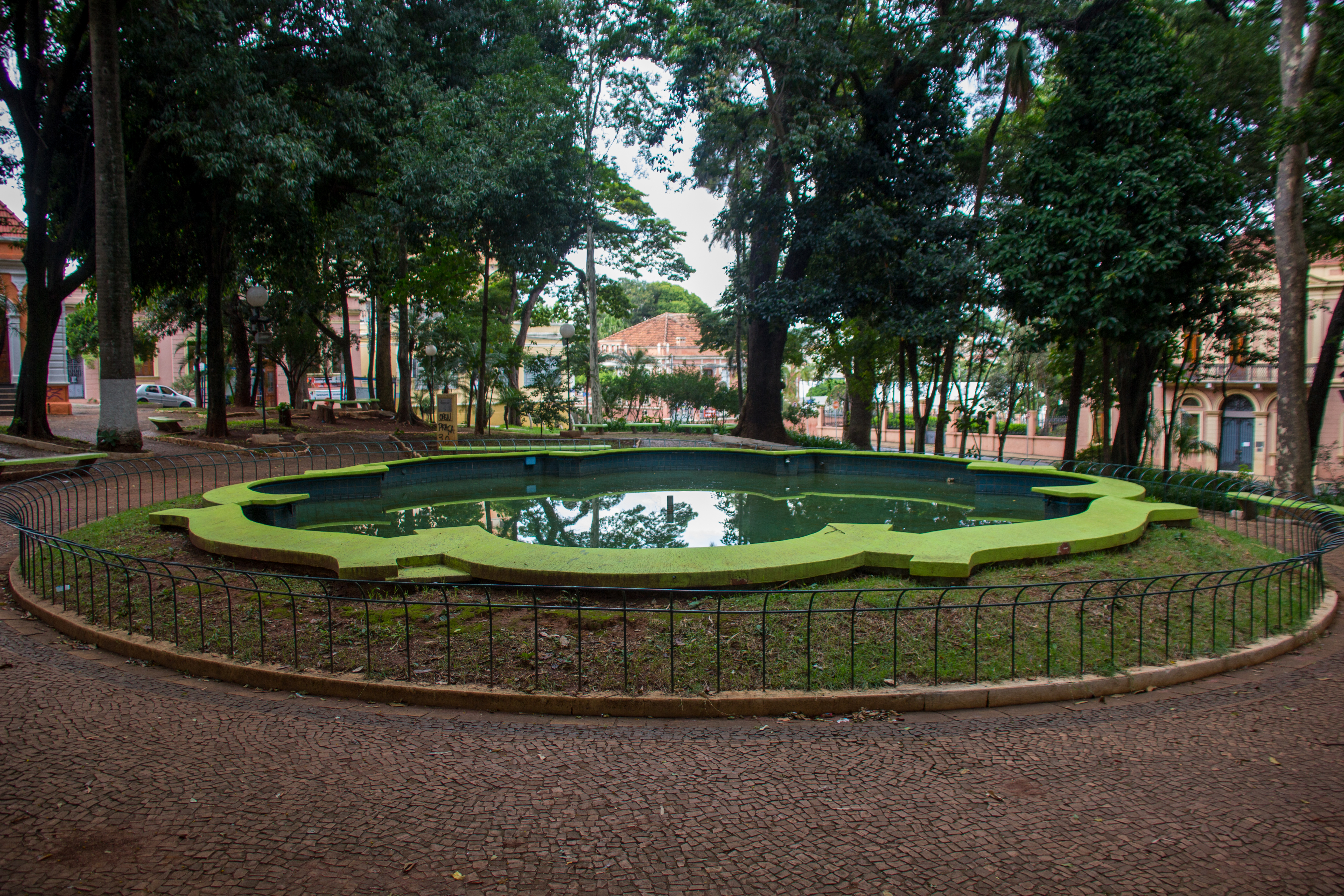
Fonte luminosa (anos 1930)
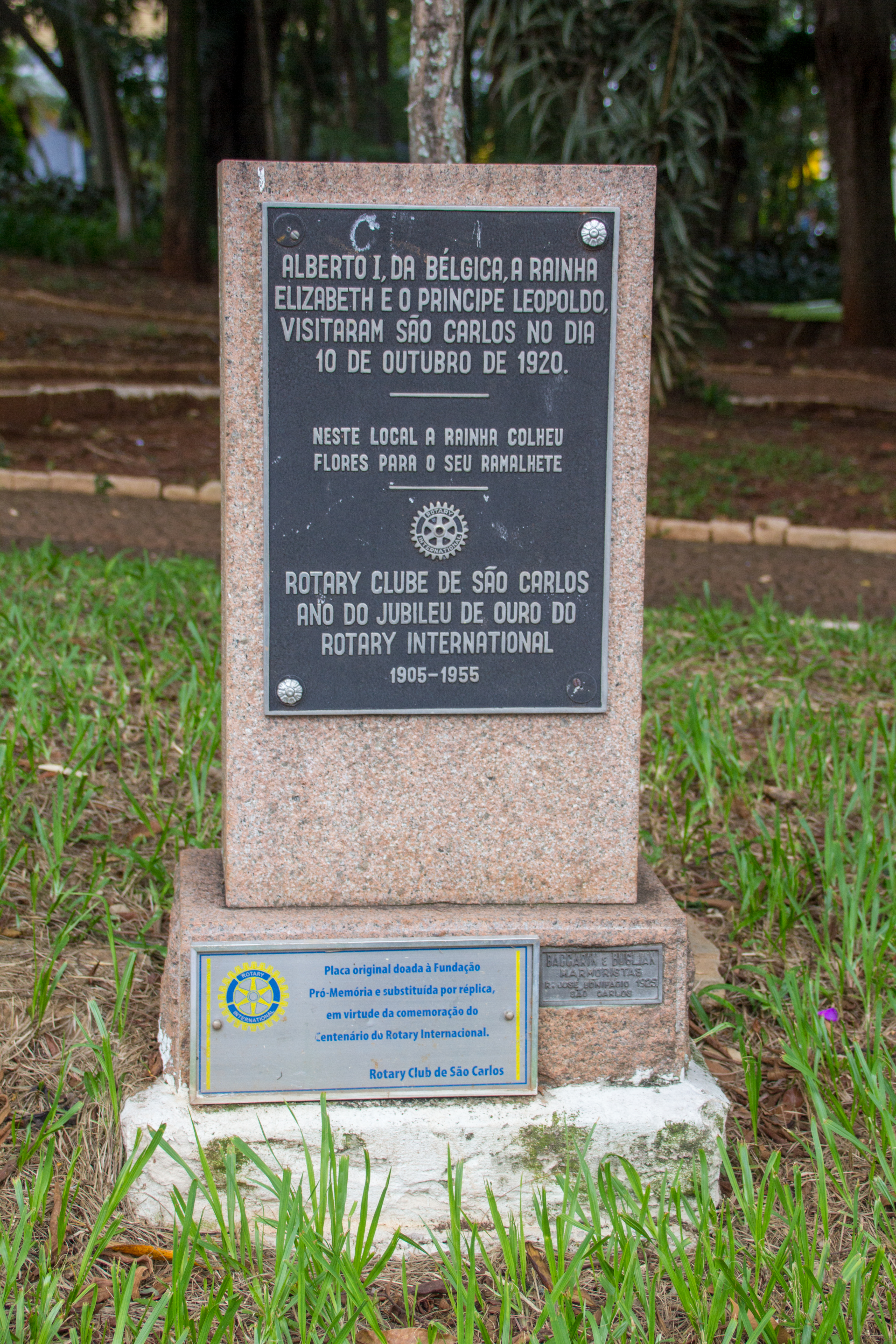
Placa em homenagem à visita dos reis da Bélgica em 1920 (1955)
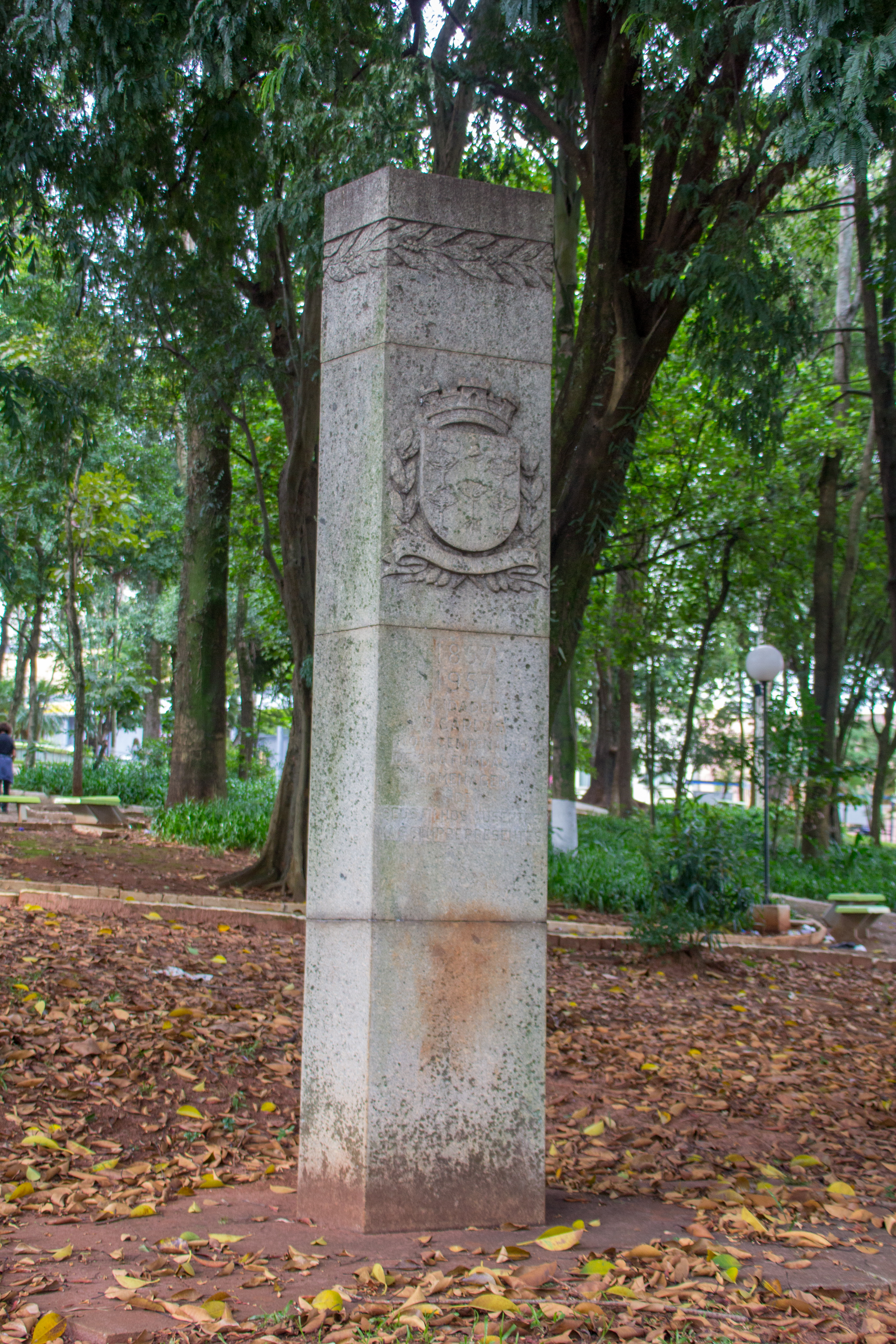
Obelisco do centenário (1957)
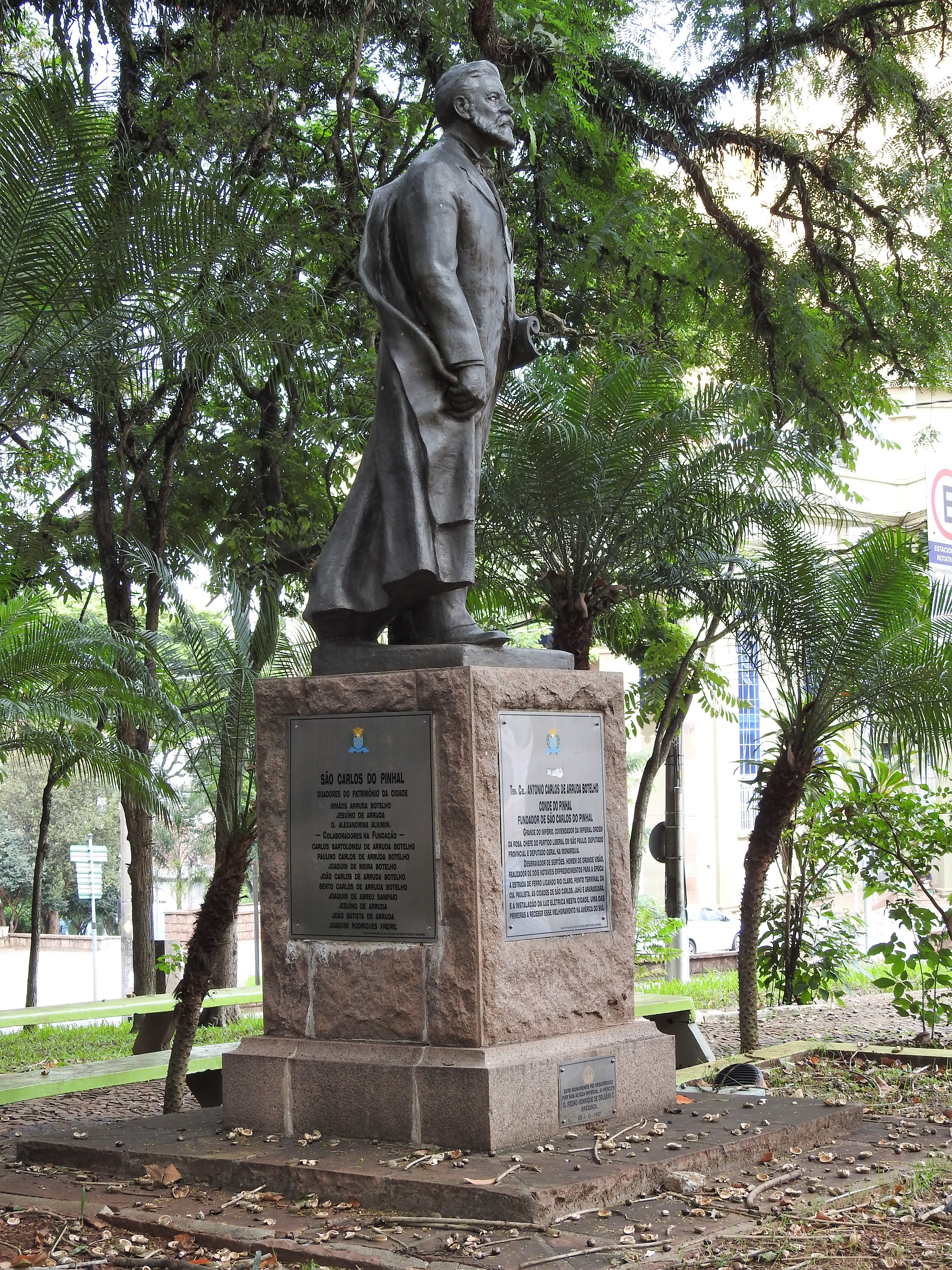
Estátua de Antônio Carlos de Arruda Botelho, o Conde do Pinhal (1957)
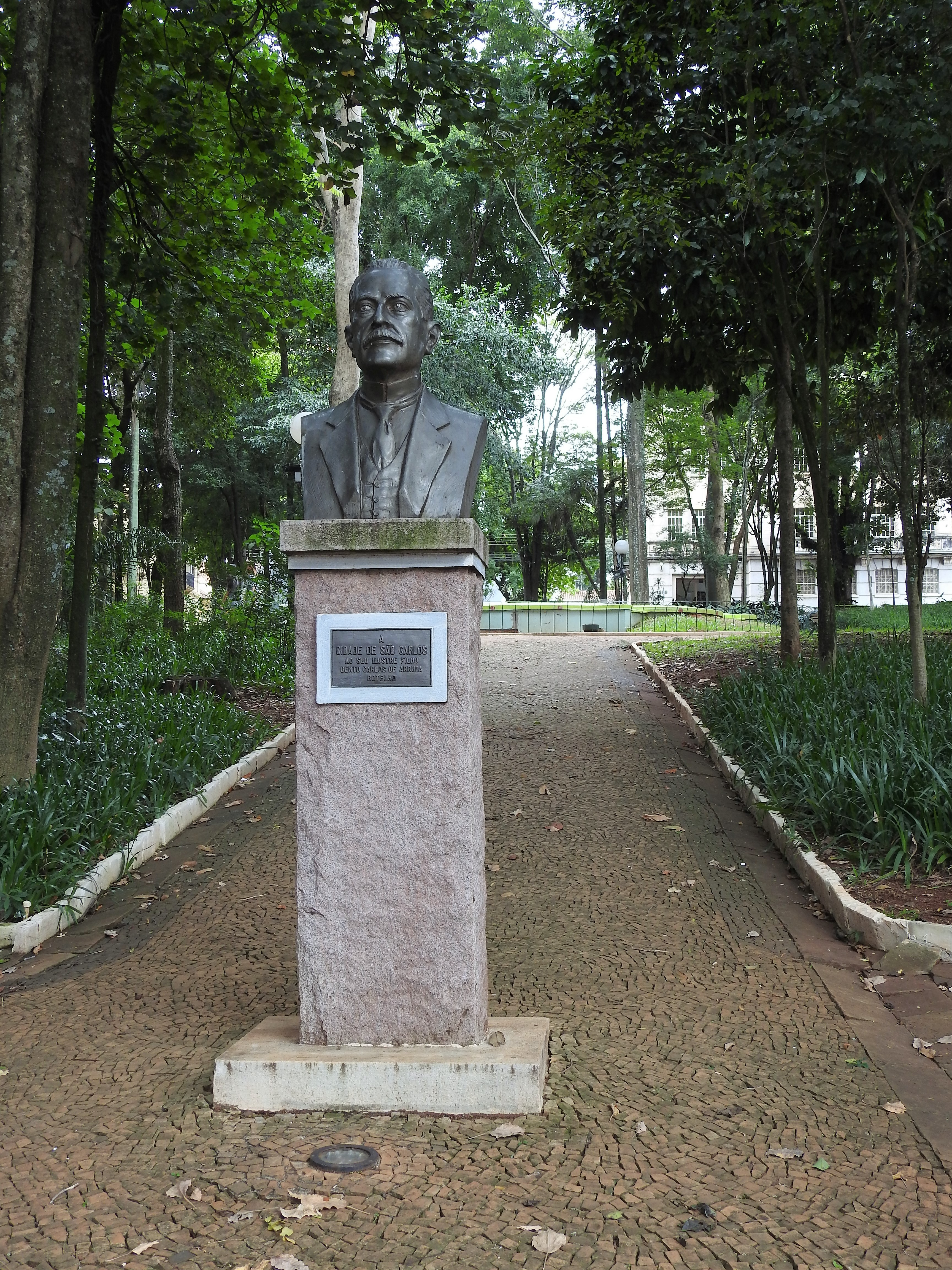
Busto de Bento Carlos de Arruda Botelho (1968)
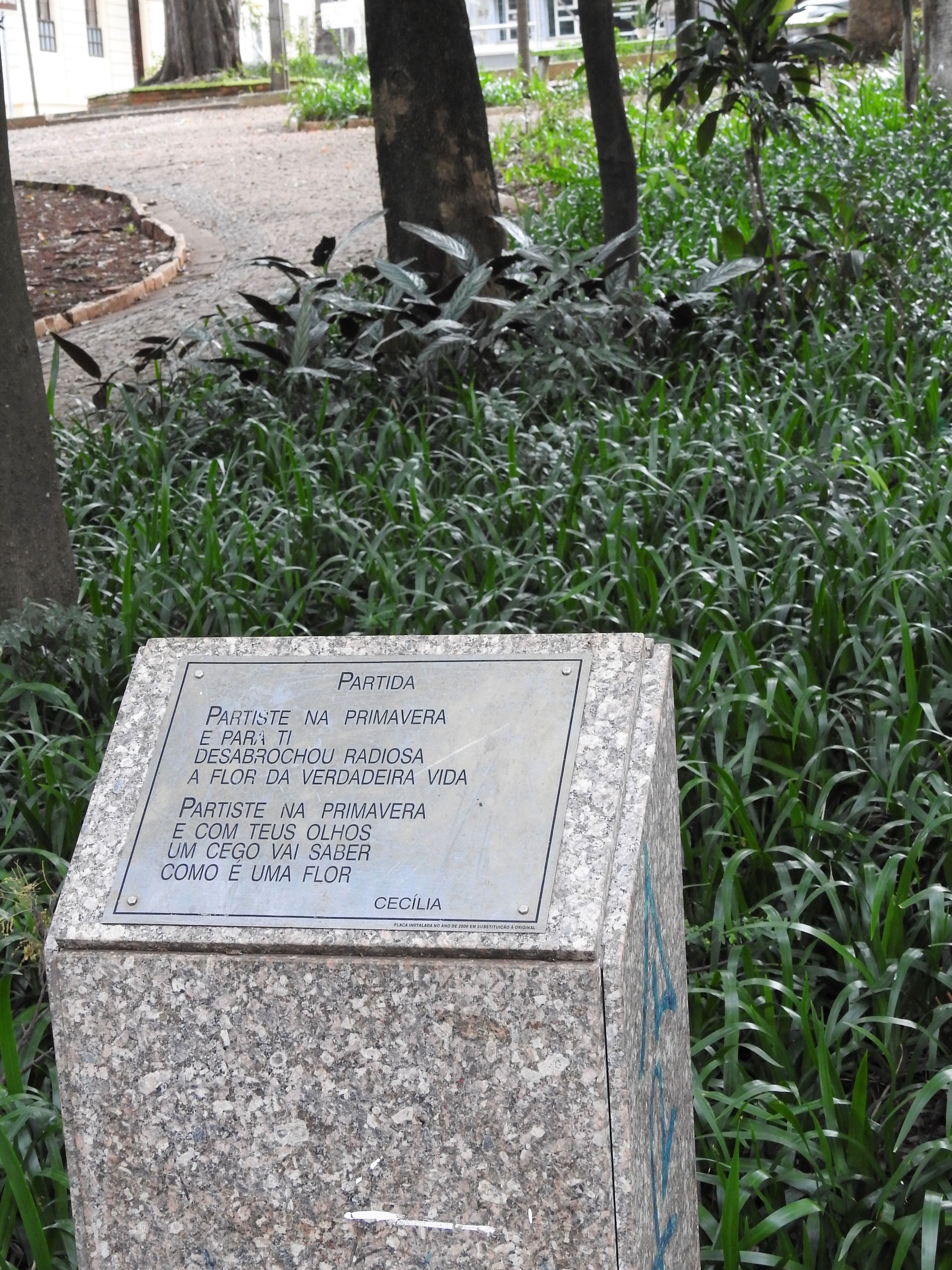
Homenagem à poeta Cecília Pacheco (anos 1990)
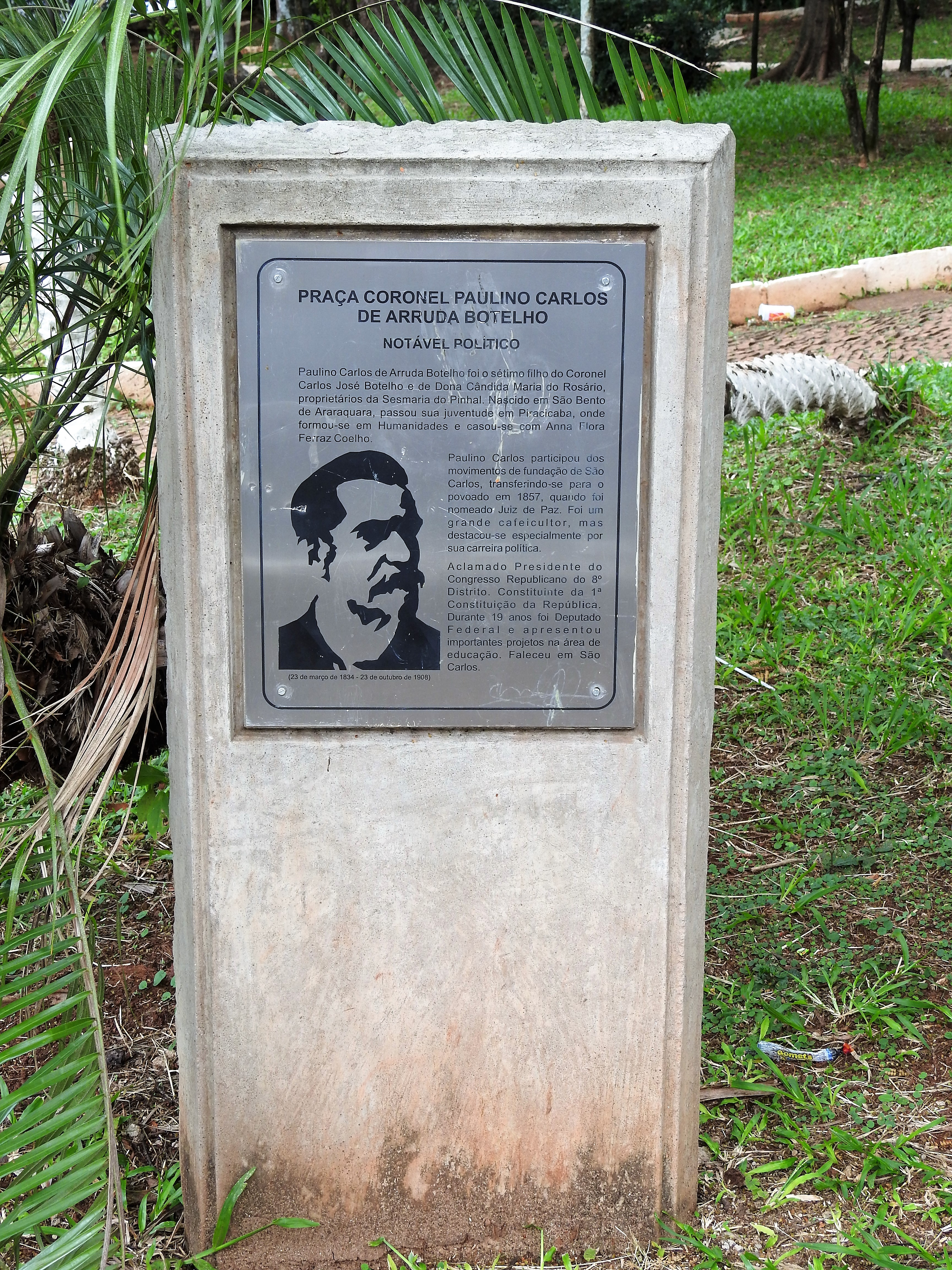
Placa sobre Paulino Carlos de Arruda Botelho (anos 2000)

## Leituras adicionais
- MASSARÃO, L. Praça Coronel Paulino Carlos. Fundação Pró-Memória de São Carlos, 2009. link.
- NEVES, Ary Pinto das. São Carlos na esteira do tempo: 1884-1984. s.l.: s.n., [c. 1984]. 104 p.
- PERCURSOS. São Carlos, SP: Fundação Pró-Memória, 2009-2012. 4 v. (Caixas com cartões).